# Langy
 Langy  là một xã ở tỉnh Allier thuộc miền trung nước Pháp.